# Bathysa nicholsonii
Bathysa nicholsonii är en måreväxtart som beskrevs av Karl Moritz Schumann. Bathysa nicholsonii ingår i släktet Bathysa och familjen måreväxter. Inga underarter finns listade i Catalogue of Life.